# 影裏
《影裏》（日語：影裏）是由沼田真佑原作的日本文學短篇小說，2017年榮獲第157回芥川賞受賞作品，以及第122回文學獎新人賞 ，同年由文藝春秋出版發行。
2020年2月，被改編的同名實寫電影於日本上映。

## 登場人物
今野秋一
本在一間醫藥公司工作，後來被借調到岩手縣的子公司。
日浅典博
今野在岩手縣唯一相識的朋友、釣魚和飲酒同伴。他在今野同一間公司的後勤部門工作，後來辭職進入互助會公司擔任禮儀場合套餐的銷售員。
井上喜久雄
日淺轉職後首個簽得銷售單的顧客。
副嶋和哉
今野的前戀人。

## 出版書籍
| 冊數 | 文藝春秋      | 文藝春秋               |
| 冊數 | 發售日期      | ISBN                   |
| ---- | ------------- | ---------------------- |
| 1    | 2017年7月28日 | ISBN 978-4-16-390728-4 |

## 改編電影
2020年上映的日本電影，改編自2017年芥川賞得主沼田真佑的同名小說，由大友啓史執導，綾野剛、松田龍平主演。本片榮獲第二屆海南島國際電影節「最佳男演員」獎（松田龍平）。

### 登場人物
- 今野秋一：綾野剛
- 日淺典博：松田龍平
- 西山：筒井真理子（日语：筒井真理子）
- 副嶋和哉：中村倫也
- 清人：平埜生成（日语：平埜生成）
- 日淺征吾：國村隼
- 鈴村早苗：永島暎子（日语：永島暎子）
- 日淺馨：安田顯

### 製作團隊
- 原作：沼田真佑（日语：沼田真佑）『影裏』（文春文庫刊）
- 導演：大友啓史（日语：大友啓史）
- 劇本：澤井香
- 音樂：大友良英
- 製作：榧野信治、藤田浩幸、中部嘉人、岩上敦宏、松田美由紀、安部順一
- 共同製作：五十嵐真志、吉田憲一
- 執行製作：佐藤幹也
- 攝影：芦澤明子
- 燈光：永田英則
- 收音：照井康政
- 美術：杉本亮
- 服裝設計：渡辺大智
- 剪接：早野亮
- 視覺特效：小坂一順
- 音樂製作：和田亨
- 音響效果：勝亦さくら
- 角色構成：佐藤啓
- 助理導演：佐野隆英
- 造型：荒木里江
- 髮型：千葉友子
- 宣傳製作：平下敦子
- 場記：佐山優佳
- 發行：日本索尼音樂娛樂
- 製作協助：ANIPLEX
- 企劃・製作：OFFICE Oplus
- 製作：「影裏」製作委員會

## 外部連結
電影
- 影裏電影官方網站 （页面存档备份，存于）
- 互联网电影数据库（IMDb）上《影裏》的资料（英文）
- 豆瓣电影上《影裏》的資料 （简体中文）
- 開眼電影網上《影裏 Beneath the Shadow》的資料（繁體中文）